# Hormidas Mayrand
Pour l’article homonyme, voir Mayrand.
Hormidas Mayrand (15 août 1858-4 juillet 1928) fut un agriculteur et homme politique fédéral et municipal du Québec.

## Biographie
Né à Saint-Léon dans le Canada-Est,il devint député du Parti libéral du Canada dans la circonscription fédérale de Maskinongé lors de l'élection partielle déclenchée après la nomination de Joseph-Hormisdas Legris au Sénat du Canada en 1903. Réélu en 1904 et en 1908, il fut défait par le conservateur indépendant Adélard Bellemare en 1911. Reprenant son siège à titre de Libéraux de Laurier en 1917, il ne se représenta pas en 1921. 